# كيم وو-هونج
كيم وو-هونج (الكورية: 김우홍) هو لاعب كرة قدم كوري جنوبي في مركز نصف الجناح، ولد في 14 يناير 1995 في إنتشون في كوريا الجنوبية. لعب مع نادي سول.

## وصلات خارجية
- كيم وو-هونج على موقع دوري كوريا الجنوبية (الإنجليزية)